# Seznam bratislavsko-trnavských biskupů a arcibiskupů
Arcidiecéze bratislavsko-trnavská vznikla z trnavské apoštolské administratury při založení Slovenské církevní provincie v roce 1977, v letech 1977–1995 se jmenovala arcidiecéze trnavská. Zde je seznam všech arcibiskupů bratislavsko-trnavského stolce.

## Arcibiskupové a apoštolští administrátoři
- - Július Gábriš (do 1977 apoštolský administrátor Trnavy, 1977-1987 apoštolský administrátor arcidiecéze)

1. Ján Sokol (od 1988 pomocný biskup, od 1989 první arcibiskup)

## Pomocní biskupové
- Ján Sokol (1988–1989, poté arcibiskupem)
- Vladimír Filo (1990–2002, poté biskup-koadjutor rožnavské diecéze)
- Dominik Tóth (1990–2004, odešel do důchodu)
- Dominik Hrušovský (1992–1996, poté nuncius v Bělorusku)
- Štefan Vrablec (1998–2004, odešel do důchodu)
- Ján Orosch (od 2004)
- Stanislav Zvolenský (od 2004)